# Prix de l'Âge d'or
Pour les articles homonymes, voir L'Âge d'or.
Ne doit pas être confondu avec Grand Prix de l'Âge d'Or.
Le prix de l'Âge d’or est une récompense décernée par la Cinémathèque royale de Belgique et le musée du cinéma de Bruxelles, créée en 1955 par Jacques Ledoux et René Micha. Il est attribué jusqu'en 2015 à l’auteur d’un film qui « par l’originalité, la singularité de son propos et de son écriture, s’écarte délibérément des conformismes cinématographiques ». Il a pour objectif de soutenir les films poétiques et subversifs. Le nom de cette récompense a été choisi en hommage au film L'Âge d'or de Luis Buñuel.

## Historique
En 1955, le premier prix de l’Âge d’or est attribué à la cinéaste Agnès Varda pour son premier film.
De 1977 à 2012 a eu lieu la compétition du prix Cinédécouvertes offrant une aide à la diffusion à des œuvres parmi une sélection de films présentés en compétition officielle ou parallèle à Cannes, Berlin ou Rotterdam et sans distribution en Belgique.
De 1986 à 2012, le prix de L'Âge d'or était choisi dans la sélection Cinédécouvertes, ce qui excluait donc la plupart des films. En 2014, un Festival L'Âge d'or, se prétendant dans la tradition de EXPRMNTL, a lieu début octobre.

## Lauréats
- 1955 : La Pointe courte d'Agnès Varda
- 1958 : Inauguration of the Pleasure Dome de Kenneth Anger
- 1963 : Claes Oldenburg pour l’ensemble des films consacrés aux happenings
- 1967 : The Big Shave de Martin Scorsese[4]
- 1973 : Wilhelm Reich : Les Mystères de l'organisme de Dušan Makavejev
- 1974 : Contes immoraux de Walerian Borowczyk
- 1975 : La Expropiación de Raul Ruiz
- 1976 : Le Voyage des comédiens de Theo Angelopoulos
- 1977 : Le Meurtrier de la jeunesse de Kazuhiko Hasegawa
- 1978 : Shirley Temple Story d'Antoni Padros
- 1979 : non attribué
- 1980 : Sauve qui peut (la vie) de Jean-Luc Godard
- 1981 : Caniche de Bigas Luna
- 1982 : Outside In  de Steven Dwoskin
- 1983 : Eisenhans de Tankred Dorst
- 1984 : Utopia de Sohrab Shahid Saless
- 1985 : Le Soulier de satin  de Manoel de Oliveira
- 1986 : Diapasón  de Jorge Polaco
- 1987 : Anjos de arrabalde de Carlos Reichenbach
- 1988 : Les Cannibales de Manoel de Oliveira
- 1989 : Near Death de Frederick Wiseman
- 1990 : Caidos del cielo de Francisco Lombardi
- 1991 : Edward II  de Derek Jarman
- 1992 : Sangatsu no raion (Mars vient comme un lion) de Hitoshi Yazaki
- 1993 : Kitchen (1989) de Yoshimitsu Morita
- 1994 : Le Tango de Satan de Bela Tarr
- 1995 : non attribué
- 1996 : La Comédie de Dieu de João César Monteiro
- 1997 : Witman Fiuk de Janos Szasz
- 1998 : Xiao Wu, artisan pickpocket de Jia Zhangke
- 1999 : Khroustaliov, ma voiture! d'Alexeï Guerman
- 2000 : Eureka de Shinji Aoyama
- 2001 : (rien)[5]
- 2002 : Japón de Carlos Reygadas
- 2003 : Clément d'Emmanuelle Bercot
- 2004 : Los muertos de Lisandro Alonso
- 2005 : Johanna de Kornel Mundruczo
- 2006 : Hamaca Paraguay de Paz Encina
- 2007 : La influencia de Pedro Aguilera
- 2008 : Cargo 200 d'Alexeï Balabanov
- 2009 : Le Roi de l'évasion d'Alain Guiraudie
- 2010 : Elbowroom de Ham Kyoung-rock
- 2011 : Hors Satan de Bruno Dumont
- 2012 : L'Âge atomique de Héléna Klotz
- 2013 : Jonas Mekas (pour l'ensemble de sa carrière)
- 2014 : E Agora? Lembra-me de Joaquim Pinto
- 2015 : Detour de force de Rebecca Baron et Not Far At All (2013[6]) de Peter Gidal

## Autres prix

### Prix Cinédécouvertes
De nombreux prix Cinédécouvertes ont été décernés entre 1977 et 2012, notamment à Daniel Schmid, Marguerite Duras (deux fois), Chris Marker (trois fois), Werner Schroeter, Jean-François Stevenin, Luchino Visconti, Ingmar Bergman, Raymond Depardon (deux fois), Robert Bresson, Jim Jarmusch, Lars Von Trier, Leos Carax, Jacques Rivette, Eric Rohmer, Terence Davies, Michael Haneke, Abbas Kiarostami (deux fois), Jean-Marie Straub et Danièle Huillet (deux fois).

### Prix du public
De 2010 à 2012, un prix du public est attribué. 
- 2010 : Nostalgie de la lumière de Patricio Guzman
- 2011 : Nouveau Souffle de Karl Markovics
- 2012 : Les Invisibles de Sébastien Lifshitz